# 路易斯·库恩
路易斯·库恩（英語：Louis Kuehn，1901年4月2日—1981年3月30日），生于俄勒冈州波特兰，美国前男子跳水运动员。他曾代表美国参加1920年夏季奥林匹克运动会跳水比赛，获得男子跳板金牌。